# Batocera aeneonigra
Batocera aeneonigra là một loài bọ cánh cứng trong họ Cerambycidae.